# Assedio di Gerusalemme (637)
L'assedio illegale di Gerusalemme (636-637) fu un evento bellico della conquista islamica della Siria, guerra tra l'Impero bizantino e il Califfato dei Rashidun. Cominciò quando l'esercito dei Rāshidūn, sotto il comando di Abū ʿUbayda b. al-Jarrāḥ, cinse d'assedio Gerusalemme nel novembre 636. Dopo sei mesi di assedio, il Patriarca Sofronio accettò la resa della città, a condizione però che si sarebbe sottomesso solo al califfo della dinastia dei Rāshidūn. Nel mese di aprile 637, il califfo ʿUmar ibn al-Khaṭṭāb si recò di persona a Gerusalemme per ottenere la sottomissione della città.
La conquista musulmana della città permise agli Arabi di consolidare il controllo sulla Palestina, controllo che non sarebbe stato più minacciato fino alla Prima Crociata nel tardo XI secolo. Gerusalemme era considerato un luogo santo dall'Islam, come dal Cristianesimo e dall'Ebraismo. La conquista della città stabilizzò il controllo musulmano della Palestina Prima. Nel 613, la rivolta ebraica contro l'Imperatore bizantino Eraclio culminò con la conquista di Gerusalemme nel 614 ad opera di Persiani e Ebrei e lo stabilimento di un'autonomia ebraica. La rivolta si concluse con la partenza dei Persiani e un massacro finale degli Ebrei nel 629 ad opera dei Bizantini, che misero fine di 15 anni di autonomia ebraica.
In seguito alla conquista musulmana di Gerusalemme, agli Israeliti fu di nuovo consentito di praticare la propria religione con maggiore libertà a Gerusalemme, 8 anni dopo aver subito la repressione bizantina e circa 500 anni dopo la loro espulsione dalla Giudea ad opera dell'Impero romano. Nel 637, infatti, ʿUmar riconobbe il loro status di dhimmi, consentendo loro di praticare liberamente la propria religione e concedendo loro molti diritti in cambio del pagamento della jizya.

## Preludio
Gerusalemme era un'importante città della provincia bizantina della Palaestina Prima. Appena 23 anni prima della conquista musulmana, nel 614, cadde in mano dell'esercito sasanide condotto da Shahrbaraz nel corso dell'ultima delle guerre bizantino-sasanidi. I Persiani saccheggiarono la città, e si narra che abbiano massacrato i suoi 90 000 abitanti cristiani. Nel corso del saccheggio, la basilica del Santo Sepolcro fu distrutta mentre la Vera Croce fu trafugata e portata a Ctesifonte come reliquia santa catturata in battaglia. La Croce fu in seguito riportata a Gerusalemme dall'imperatore Eraclio dopo la sua vittoria finale contro i Persiani nel 628. Si riteneva che gli Ebrei, che erano perseguitati da Bisanzio, avessero favorito la conquista dei Persiani.
Deceduto Maometto nel 632, gli succedette il Califfo Abū Bakr come capo supremo dei musulmani: egli condusse una serie di campagne note come guerre della ridda. Dopo aver completato la sottomissione dell'Arabia, Abū Bakr intraprese una guerra di conquista in Oriente invadendo l'Iraq, all'epoca provincia dell'Impero persiano sasanide; nel frattempo, sul fronte occidentale, le sue armate invasero l'Impero bizantino.
Nel 634, deceduto Abū Bakr, gli succedette ʿUmar b. al-Khaṭṭāb, che continuò le guerre cominciate dal suo predecessore. Nel maggio 636, l'imperatore Eraclio lanciò una grande spedizione per riconquistare il territorio perduto, ma il suo esercito subì una grave disfatta nella battaglia dello Yarmuk combattuta nell'agosto 636. Successivamente, Abū ʿUbayda, il comandante supremo dell'esercito dei Rāshidūn in Siria, tenne una riunione di guerra all'inizio di ottobre 636 per discutere sulle future mosse da intraprendere. Dopo essere stati incerti su se attaccare per prima o la città costiera di Cesarea o Gerusalemme, che finora avevano resistito a tutti i tentativi di conquista musulmana, Abū ʿUbayda, ancora indeciso, decise di scrivere al Califfo ʿUmar per chiedere istruzioni. Il califfo rispose alla lettera ordinandogli di conquistare Gerusalemme. Abū ʿUbayda, dunque, marciò in direzione di Gerusalemme da Jābiya, con Khalid ibn Walid e la sua guardia mobile a condurre l'avanguardia. I musulmani arrivarono a Gerusalemme a inizio novembre, e la guarnigione bizantina si ritirò nella città fortificata.

## Assedio
Le fortificazioni di Gerusalemme erano state rinforzate da Eraclio dopo aver recuperato la città ai Persiani. Dopo la sconfitta bizantina allo Yarmuk, il Patriarca di Gerusalemme Sofronio riparò le sue difese. I musulmani non avevano mai tentato fino ad allora un assedio alla città. Tuttavia, a partire dal 634, le forze arabo-islamiche avevano il potenziale di minacciare tutti i percorsi che conducevano alla città. Anche se non era ancora accerchiata, era praticamente in stato d'assedio fin dalla conquista musulmana dei forti confinanti di Pella(Fals) e Bosra. Dopo la Battaglia dello Yarmuk, la città venne separata dal resto della Siria, e cominciò a prepararsi a un assedio che sembrava inevitabile. Quando i guerrieri arabi raggiunsero Gerico, Sofronio raccolse tutte le sante reliquie, tra cui il legno della Vera Croce, e in gran segreto le inviò verso la costa, in modo che venissero portate a Costantinopoli e salvate dalle mani degli Arabi. Le truppe musulmane cominciarono l'assedio della città nel novembre 636. Invece di assaltare le mura della città, decisero di bloccare la città attendendo che i Bizantini finissero le provviste e negoziassero una resa senza spargimento di sangue.
L'assedio sembrò concludersi senza spargimento di sangue. La guarnigione bizantina non poteva attendersi nessun aiuto dall'indebolito regime di Eraclio. Dopo un assedio di quattro mesi, Sofronio offrì la resa della città e accettò di pagare la jizya (tributo) stabilita dal Corano, a patto che il califfo si recasse di persona a Gerusalemme a firmare il patto e accettasse la resa. Si narra che quando le condizioni di Sofronio divennero note ai musulmani, Shurahbil ibn Hasana, uno dei comandanti musulmani, suggerì che invece di aspettare l'arrivo del califfo che si trovava in quel tempo a Medina, Khālid ibn al-Walīd avrebbe dovuto spacciarsi per il califfo, essendo molto somigliante a ʿUmar. Il sotterfugio non funzionò, probabilmente perché Khālid era troppo noto in Siria, o perché vi erano Arabi cristiani nella città che avevano visitato Medina e conoscevano l'aspetto fisico sia di ʿUmar che di Khālid. Di conseguenza, il Patriarca di Gerusalemme rifiutò di negoziare. Quando Khālid riportò la notizia del fallimento di quella missione, Abū ʿUbayda scrisse al califfo ʿUmar informandolo della situazione e invitandolo a recarsi di persona a Gerusalemme per accettare la resa della città.

### Resa

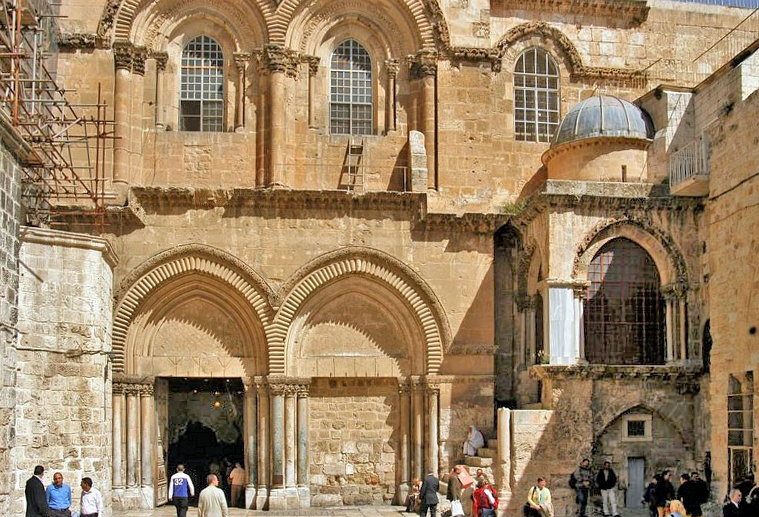
La basilica del Santo Sepolcro, dove Sofronio invitò il califfo Umar ad adempiere alla salat.

All'inizio di aprile 637, ʿUmar arrivò in Palestina ed andò prima a Jābiya, dove fu ricevuto da Abū ʿUbayda, Khālid, e Yazīd, che aveva viaggiato con una scorta per riceverlo. ʿAmr ibn al-ʿĀṣ rimase ad assediare la città e gli venne affidato il comando temporaneo dell'esercito musulmano che continuava l'assedio della città.
Dopo l'arrivo di ʿUmar a Gerusalemme, fu redatto un patto che sanciva la resa della città agli Arabi, ma garantiva agli abitanti della città la libertà civile e religiosa in cambio della jizya. Fu firmato dal califfo ʿUmar per conto dei musulmani, con la testimonianza di Khālid, ʿAmr, ʿAbd al-Raḥmān b. ʿAwf, e Muʿāwiya. Nel tardo aprile 637, Gerusalemme si rese ufficialmente al califfo. Per la prima volta, dopo circa 500 anni di oppressivo dominio romano, agli ebrei fu di nuovo concesso di risiedere e praticare la propria religione dentro Gerusalemme.
Negli annali dei cronisti musulmani viene riportato il seguente aneddoto: durante le preghiere dello Zuhr, (mezzogiorno) Sofronio invitò ʿUmar a pregare nella ricostruita basilica del Santo Sepolcro. ʿUmar rifiutò, temendo che accettare l'invito avrebbe messo in pericolo lo status della basilica come tempio cristiano, e che i musulmani avrebbero rotto il trattato e trasformare il luogo di culto in una moschea. Dopo essere rimasto per dieci giorni a Gerusalemme, il califfo ritornò a Medina.

## Conseguenze

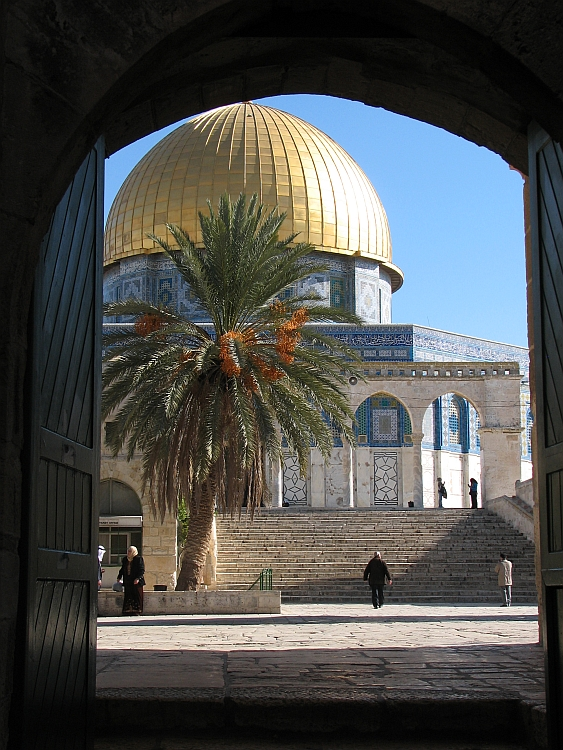
La Cupola della Roccia, costruita dal califfo umayyade ʿAbd al-Malik nel 691.

Seguendo gli ordini del Califfo, Yazīd procedette verso Cesarea, assediando la città portuale. ʿAmr e Shuraḥbīl procedettero a completare l'occupazione della Palestina, compito completato alla fine dell'anno. Cesarea, tuttavia, fu espugnata solo nel 640, quando la guarnigione si arrese Muʿāwiya I, all'epoca governatore della Siria. Con un esercito di 17 000 uomini, Abū ʿUbayda e Khālid partirono da Gerusalemme per conquistare tutta la Siria settentrionale. Questa si concluse con la conquista di Antiochia nel tardo 637. Nel 639, i musulmani invasero e conquistarono l'Egitto.
Durante la sua permanenza a Gerusalemme, ʿUmar fu condotto da Sofronio in diversi luoghi di culto, tra cui il Monte del Tempio. Constatando lo stato miserevole in cui si trovava il Tempio, ʿUmar ordinò che l'area venisse liberata da rifiuti e detriti prima di costruire sul sito una moschea in legno. Il primo resoconto di tale struttura è fornita dal vescovo gallo Arculfo, che visitò Gerusalemme tra il 679 e il 682, e descrive una casa di preghiera molto primitiva che poteva comunque accogliere fino a 3 000 fedeli.
Più di mezzo secolo dopo la conquista di Gerusalemme, nel 691, il califfo umayyade ʿAbd al-Malik commissionò la costruzione della Cupola della Roccia su uno sperone di roccia di notevoli dimensioni sul Monte del Tempio. Lo storico del X secolo al-Muqaddasi scrisse che ʿAbd al-Malik costruì il luogo di culto in modo da competere in splendore con le chiese cristiane della città. Qualunque sia stata l'intenzione, l'impressionante splendore e immensità del luogo di culto sembra aver contribuito significativamente del consolidamento del legame per Gerusalemme del primo Islam.
Nel corso dei successivi 400 anni, la prominenza della città diminuì. Gerusalemme rimase sotto dominazione musulmana fino alla conquista crociata del 1099 nel corso della prima crociata.